# Qualificazioni al campionato europeo maschile di calcio 1980 - Gruppo 4

## Classifica
| Pos | Squadra      | Pti | G | V | N | P | GF | GS | DR  |
| --- | ------------ | --- | - | - | - | - | -- | -- | --- |
| 1   | Paesi Bassi  | 13  | 8 | 6 | 1 | 1 | 20 | 6  | +14 |
| 2   | Polonia      | 12  | 8 | 5 | 2 | 1 | 13 | 4  | +9  |
| 3   | Germania Est | 11  | 8 | 5 | 1 | 2 | 18 | 11 | +7  |
| 4   | Svizzera     | 4   | 8 | 2 | 0 | 6 | 7  | 18 | -11 |
| 5   | Islanda      | 0   | 8 | 0 | 0 | 8 | 2  | 21 | -19 |

## Risultati
| Data              | Luogo       | Squadra 1    | Risultato | Squadra 2    |
| ----------------- | ----------- | ------------ | --------- | ------------ |
| 6 settembre 1978  | Reykjavík   | Islanda      | 0 - 2     | Polonia      |
| 20 settembre 1978 | Nimega      | Paesi Bassi  | 3 - 0     | Islanda      |
| 4 ottobre 1978    | Halle       | Germania Est | 3 - 1     | Islanda      |
| 11 ottobre 1978   | Berna       | Svizzera     | 1 - 3     | Paesi Bassi  |
| 15 novembre 1978  | Rotterdam   | Paesi Bassi  | 3 - 0     | Germania Est |
| 15 novembre 1978  | Breslavia   | Polonia      | 2 - 0     | Svizzera     |
| 28 marzo 1979     | Eindhoven   | Paesi Bassi  | 3 - 0     | Svizzera     |
| 18 aprile 1979    | Lipsia      | Germania Est | 2 - 1     | Polonia      |
| 2 maggio 1979     | Chorzów     | Polonia      | 2 - 0     | Paesi Bassi  |
| 5 maggio 1979     | San Gallo   | Svizzera     | 0 - 2     | Germania Est |
| 22 maggio 1979    | Berna       | Svizzera     | 2 - 0     | Islanda      |
| 9 giugno 1979     | Reykjavík   | Islanda      | 1 - 2     | Svizzera     |
| 5 settembre 1979  | Reykjavík   | Islanda      | 0 - 4     | Paesi Bassi  |
| 12 settembre 1979 | Reykjavík   | Islanda      | 0 - 3     | Germania Est |
| 12 settembre 1979 | Losanna     | Svizzera     | 0 - 2     | Polonia      |
| 26 settembre 1979 | Chorzów     | Polonia      | 1 - 1     | Germania Est |
| 10 ottobre 1979   | Cracovia    | Polonia      | 2 - 0     | Islanda      |
| 13 ottobre 1979   | Berlino Est | Germania Est | 5 - 2     | Svizzera     |
| 17 ottobre 1979   | Amsterdam   | Paesi Bassi  | 1 - 1     | Polonia      |
| 21 novembre 1979  | Lipsia      | Germania Est | 2 - 3     | Paesi Bassi  |